# Linea Looe Valley
La Linea Looe Valley (in inglese Looe Valley Line) è una ferrovia, lunga 14 km, che opera tra Liskeard e Looe in Cornovaglia, Regno Unito, segue la valle dell'East Looe River per gran parte del suo percorso. È gestita dalla Great Western Railway.

## Storia
La Linea Looe Valley fu aperta come Liskeard e Looe Railway il 27 dicembre 1860, la linea partiva originariamente da Moorswater, a ovest di Liskeard, e si protraeva fino alla banchina di Buller Quay. Ora la linea termina a Looe. A Moorswater si collegava con la ferrovia Liskeard e Caradon che trasportava granito dalle cave di Bodmin Moor.
I treni passeggeri presero servizio l'11 settembre 1879, ma il capolinea Moorswater risultò subito scomodo in quanto era lontano da Liskeard e molto lontano dalla stazione ferroviaria della Cornovaglia sul lato sud della città. Il 15 maggio 1901 la ferrovia aprì una linea curva di collegamento da Coombe Junction, leggermente a sud di Moorswater, per la stazione di Liskeard ora gestita dalla Great Western Railway. La sezione da Coombe Junction a Moorswater è stata chiusa al traffico passeggeri il giorno stesso. La nuova linea di collegamento dovette scalare un considerevole dislivello per raggiungere la linea principale della Cornovaglia che passava sopra Moorswater su un viadotto alto 45 metri. La ferrovia di Liskeard e Looe è stata rilevata dalla Great Western Railway nel 1909 e la località balneare di Looe è stata fortemente promossa come destinazione turistica nella pubblicità della ferrovia.
La sezione oltre la stazione di Looe fu chiusa nel 1916 e la linea Caradon a nord di Moorswater cadde in disuso all'incirca nello stesso periodo.
Nel 1966 la linea doveva essere chiusa in base al piano di riforma delle ferrovie britanniche proposto da Richard Beeching, ma fu recuperata appena due settimane prima della sua chiusura programmata dal ministro dei trasporti Barbara Castle.

### Ferrovia comunitaria

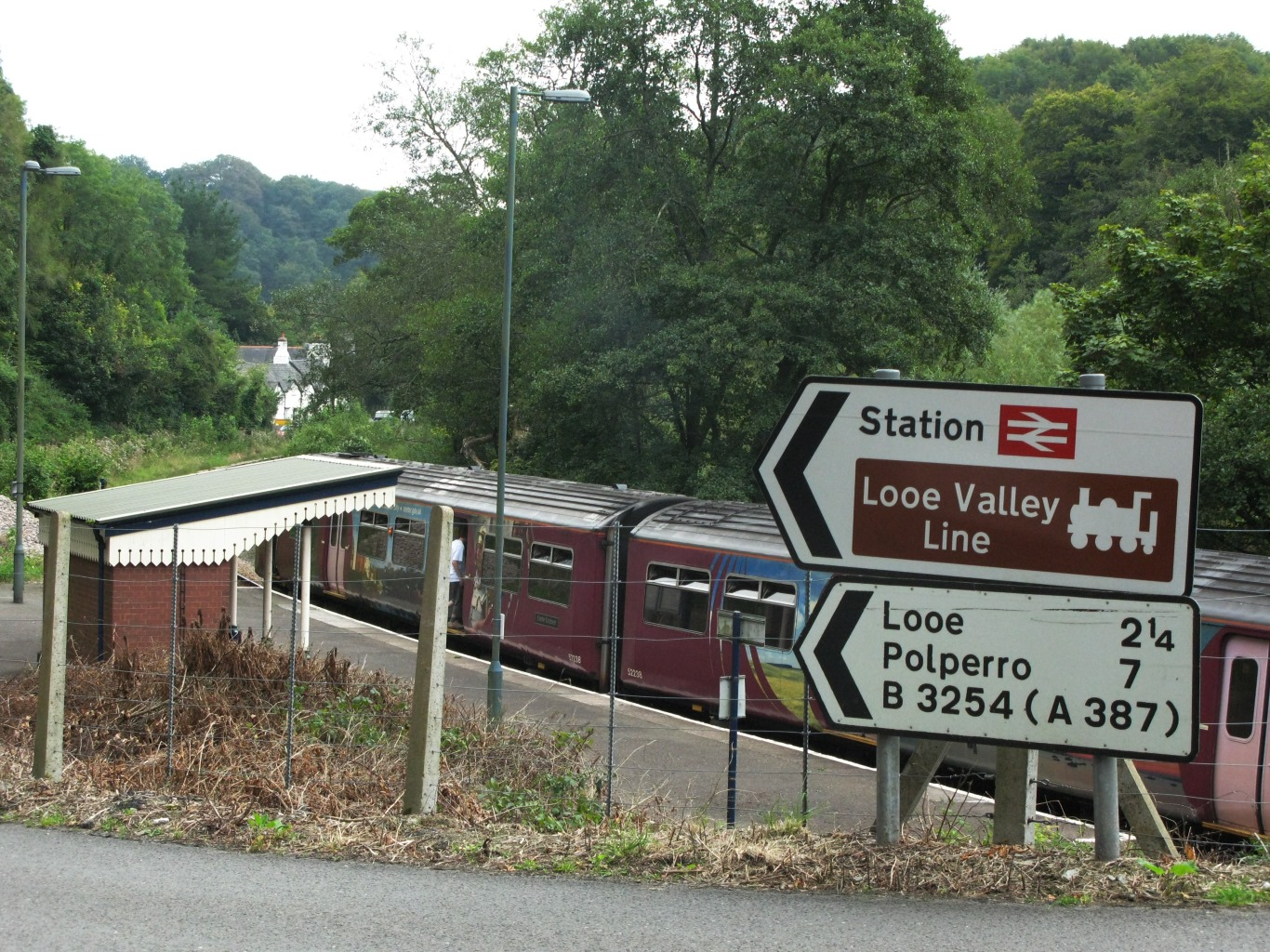
Cartello stradale a Sandplace che indica il passaggio della linea

Dal 1992 la Linea Looe Valley è stata una delle linee ferroviarie promosse dalla Partnership ferroviaria tra Cornovaglia e Devon. La Looe Valley Railway Company Limited, una divisione commerciale senza scopo di lucro della Partnership, offre un biglietto estivo e un ufficio informazioni presso la stazione di Looe dal 2004, e il gruppo Friends of the Looe Valley Line intraprende attività di volontariato. Il numero di passeggeri è passato da circa 58.000 nel 2001 a 95.000 nel 2010.
La linea è promossa in molti modi, come orari regolari e guide panoramiche, nonché opuscoli che mettono in evidenza opportunità di svago come passeggiate, birdwatching e visite ai pub di campagna.
Il progetto Looe Valley Line Rail Ale Trail è stato lanciato all'inizio del 2004 e incoraggia i visitatori a visitare gli undici pub vicino alla linea. Sette di questi sono vicini a Looe, due a Liskeard, uno a Sandplace e uno a Duloe, a 30 minuti a piedi dalla stazione di Causeland. Nei pub vengono rilasciati degli sticker che, una volta raggiunto un certo numero, danno diritto a ricevere del merchandise della linea.

## Traffico
La maggior parte dei passeggeri della Looe Valley percorre l'intera lunghezza della linea. La stazione più utilizzata, dopo Looe, è Causeland mentre la meno utilizzata Coombe Junction Halt.

## Percorso

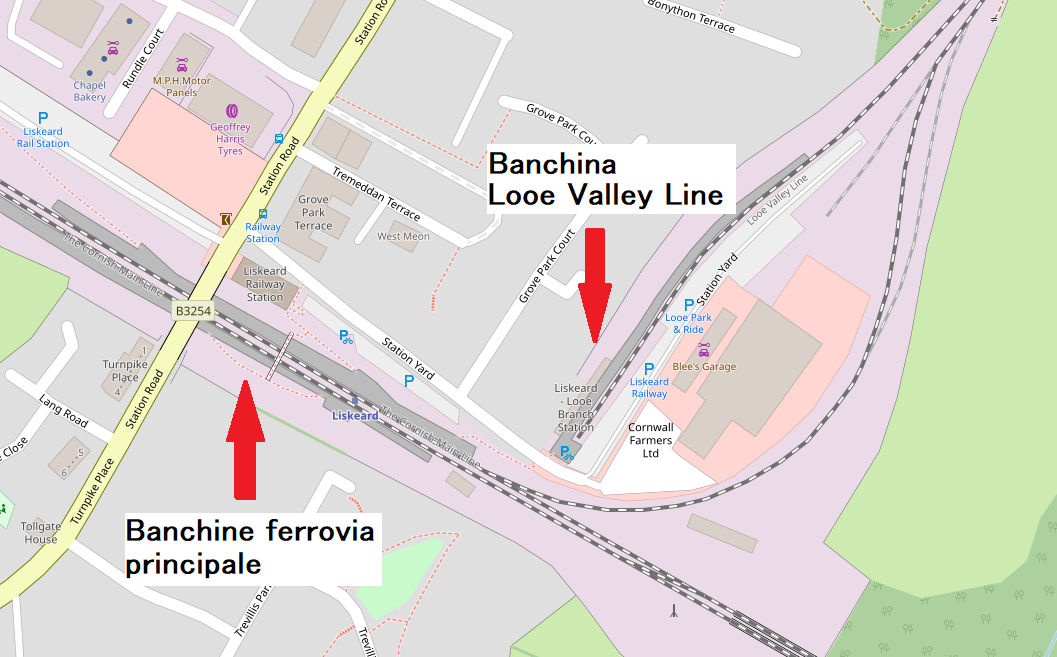
Descrizione banchine della stazione di Liskeard

| Unknown route-map component "c" | Unknown route-map component "exdCONTg" | Unknown route-map component "c" | Unknown route-map component "3STR+1" | Unknown route-map component "3STRq-" | Unknown route-map component "3STR+4" |

| Unknown route-map component "KDSTxa" | Straight track + Unknown route-map component "nSTR2" |  | Straight track |

| Straight track | End stop + Unknown route-map component "HUBa" | Unknown route-map component "nSTR+4" | Straight track |

| Unknown route-map component "dCONTgq" | Unknown route-map component "KRZu" | Station on transverse track + Unknown route-map component "HUBe" | Unknown route-map component "ABZqnr" | Unknown route-map component "KRZu" | Unknown route-map component "dCONTfq" |

| Unknown route-map component "HST2" | Unknown route-map component "STRc3" |  | Unknown route-map component "kSTR3" |

| Unknown route-map component "STRc1" | Unknown route-map component "ABZ4+fl" | Unknown route-map component "kSTRr+1" | Unknown route-map component "kSTRc4" |

| Unknown route-map component "SKRZ-G1" |

| Stop on track |

| Stop on track |

| Stop on track |

| Unknown route-map component "SKRZ-G1" |

| Unknown route-map component "KHSTxe" |

| Unknown route-map component "exKBSTe" |

### La discesa per Coombe
La linea è a binario unico per tutta la sua lunghezza. I treni partono dalla stazione di Liskeard da una banchina posta ad angolo retto rispetto alle banchine della linea principale. Oltre la banchina il binario effettua una lunga curva a destra, passando due volte sotto la strada A38. Successivamente si avvia in una discesa rapida, dirigendosi a sud-ovest e passa sotto il viadotto di Liskeard portandosi 46 metri al disotto della lina principale.
Curvando ancora una volta a destra, il treno si unisce alla diramazione principale da Looe a Coombe Junction e si ferma su un piccolo passaggio a livello. La maggior parte dei treni cambia direzione qui, ma due o tre convogli al giorno, in ciascuna direzione, continuano qualche metro più in là per fermare a Coombe Junction Halt nella zona di Lamellion. Oltre la stazione la linea continua ancora verso Moorswater, passando 46 metri sotto la linea principale al di sotto del viadotto Moorswater, questa sezione non è mai utilizzata fatta eccezione per alcuni treni Colas Rail che trasportano cemento.

### Lungo la valle

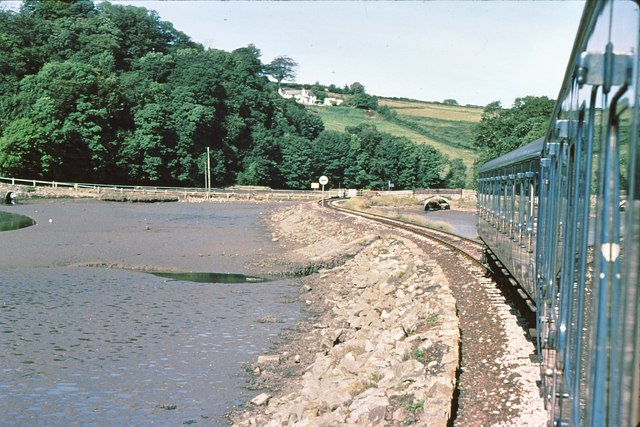
Passaggio a livello senza barriere (Terras Crossing)

Il treno, una volta invertita la marcia, riprende il suo viaggio verso sud, affiancando ora il vecchio Liskeard and Looe Union Canal e l'East Looe River. Un breve viaggio porta il treno a St Keyne Wishing Well Halt. Il pozzo santo di St Keyne si trova nelle vicinanze, a dieci minuti a piedi dalla stazione.
A sud di St Keyne il canale si sposta sul lato ovest della linea, ma quando la valle si chiude scompare del tutto. Una delle chiuse del vecchio canale è visibile dalla stazione di Causeland. Questa è la stazione più antica della linea poiché fu aperta nel 1879 quando i treni passeggeri iniziarono ad entrare in servizio. La stazione è stata ristrutturata negli ultimi anni, un rifugio in mattoni ha sostituito l'originale capanna in legno.

### Affiancando all'estuario
Dopo aver superato la stazione di Sandplace, la ferrovia segue il lato est del fiume. La linea oltrepassa un altro passaggio a livello, il particolare Terras Crossing, dove la strada si avvicina all'incrocio rialzata, essendo suscettibile alle inondazioni durante l'alta marea. Il passaggio a livello è privo di barriere, i treni devono fermarsi e suonare la tromba prima di attraversare.
Dopo aver costeggiato tutto l'estuario, la linea arriva alla stazione di Looe, dove termina.

## Servizio

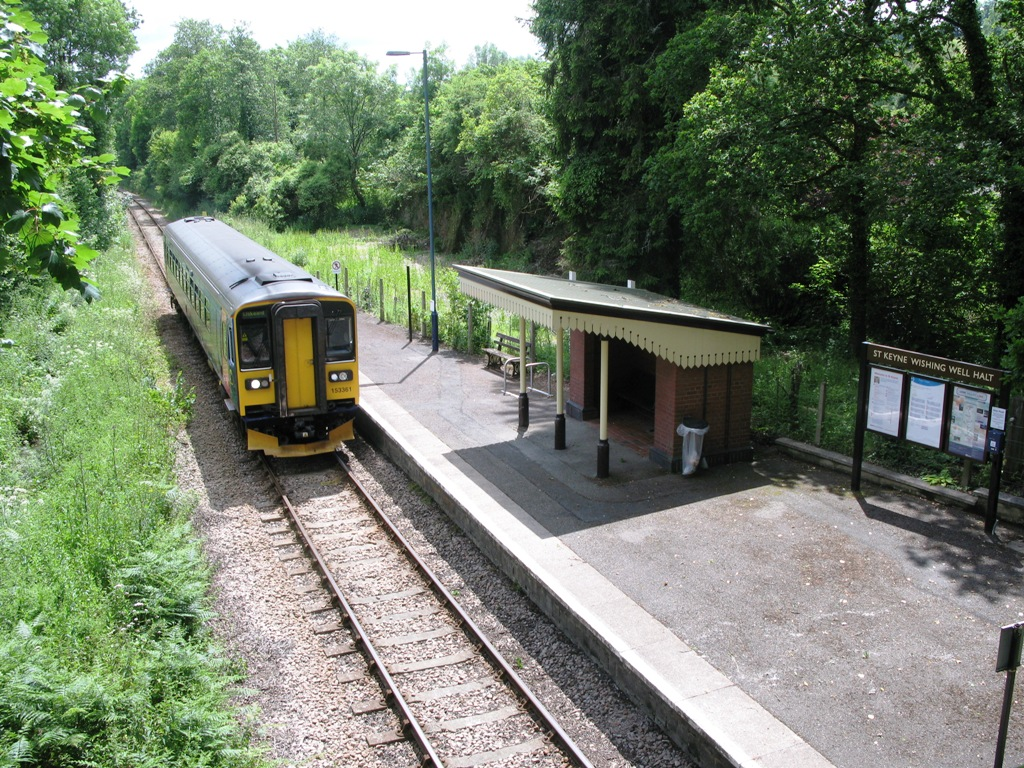
Un Class 153 in sosta a St Keyne Wishing Well Halt

Il servizio è operato dalla Great Western Railway a partire dal 10 dicembre 2006, allora il servizio consisteva in nove treni, ogni giorno, in entrambe le direzioni. Durante il periodo estivo, dal 20 maggio al 9 settembre 2007, furono implementati tre servizi aggiuntivi, tra cui un treno a tarda sera. I servizi domenicali operarono solo durante questo periodo di punta, otto treni circolarono in questi giorni durante il 2007.
A partire da maggio 2016, ci sono 12 corse giornaliere in entrambe le direzioni dal lunedì al sabato, più un treno serale extra il sabato estivo. I treni della domenica partono da metà maggio fino alla fine di ottobre.
La stazione ferroviaria di Coombe Junction Halt è servita da soli due treni giornalieri in ogni direzione mentre le rimanenti stazioni intermedie sono fermate a richiesta; ciò significa che i passeggeri che intendono scendere dovranno notificare il capotreno quanto prima, quelli in attesa di salire alla banchina dovranno mostrare chiaramente il loro intento al macchinista.
Sulla linea viene utilizzato un solo convoglio alla volta, tuttavia sono 2 i convogli in concessione alla linea, costituiti da due British Rail Class 150 a due carrozze. I due sono stati per un po' di tempo soprannominati con dei nomi ricordanti vecchi treni una volta operanti sulla linea: Il convoglio "150233" fu chiamato Lady Margret of the Looe Valley (l'originale Lady Margret era una locomotiva a vapore appartenente alla Liskeard and Looe railway), mentre il convoglio "153369" fu chiamato Looe Valley Explorer. Entrambi questi treni mostravano grandi immagini all'esterno raffiguranti il panorama locale, tuttavia questi treni non operavano esclusivamente sulla Linea Looe Valley. Successivamente, entrambi questi treni hanno perso le loro livree speciali e sono stati riverniciati in una livrea di flotta standard.